# William Milne (Sportschütze)
William Milne (* 23. März 1852 in Aberdeen, Schottland; † 16. März 1923 in Kingston upon Thames) war ein britischer Sportschütze.

## Erfolge
William Milne nahm an den Olympischen Spielen 1908 in London und 1912 in Stockholm mit dem Kleinkalibergewehr in jeweils drei Disziplinen teil. 1908 belegte er im liegenden Anschlag Rang 14, auf das sich bewegende Ziel Rang sieben und auf das verschwindende Ziel den vierten Platz. In letztgenanntem Wettbewerb war er einer von acht Schützen, die mit 45 Punkten den Bestwert erzielt hatten. Nach Auswertung der Ziele verpasste er jedoch einen Platz in den Medaillenrängen. Vier Jahre darauf kam er in diesem Wettbewerb nicht über den 22. Platz hinaus, während ihm im liegenden Anschlag mit Silber sein erster Medaillengewinn gelang. Mit 193 Punkten blieb er nur einen Punkt hinter Frederick Hird, der vor Milne und Harry Burt Olympiasieger wurde. Auch im Mannschaftswettbewerb auf das verschwindende Ziel gewann er die Silbermedaille. Gemeinsam mit William Pimm, Joseph Pepé und William Styles beendete er den Wettkampf hinter der schwedischen und vor der US-amerikanischen Mannschaft auf dem zweiten Platz. Dabei erzielte er mit 226 Punkten das drittbeste Ergebnis der britischen Schützen.